# Bernd Mühleisen
Bernd Mühleisen (* 26. Juni 1938 in Stuttgart; † 24. Dezember 2024) war ein deutscher Handballspieler, der zweimal mit der deutschen Nationalmannschaft den vierten Platz bei einer Weltmeisterschaft belegte.

## Sportliche Laufbahn
Bernd Mühleisen begann als Jugendlicher mit Leichtathletik und Fußball beim SV Möhringen. Nachdem sich die Jugendmannschaft der Möhringer 1954 aufgelöst hatte, wechselte Mühleisen zu den Handballern. Während seiner Karriere gelang den Möhringern der Aufstieg von der Kreisklasse bis zur Bundesliga, in der der Verein von der ersten Saison 1966/67 an mitwirkte. Am Ende seiner Karriere war Mühleisen Spielertrainer des SV Möhringen.
Ab 1960 spielte Mühleisen in der deutschen Nationalmannschaft. Er gehörte bei der Weltmeisterschaft 1961 zu der gesamtdeutschen Mannschaft, die den vierten Platz belegte. Drei Jahre später nahmen an der Weltmeisterschaft 1964 zwei deutsche Mannschaften teil, Mühleisen belegte mit der bundesdeutschen Mannschaft erneut den vierten Platz. Bei seiner dritten Weltmeisterschaftsteilnahme 1967 in Schweden belegte Mühleisen mit der bundesdeutschen Mannschaft den sechsten Platz. Insgesamt wirkte Mühleisen von 1960 bis 1967 in 58 Länderspielen mit, davon eines im Feldhandball.
Mühleisen behielt nach Ende seiner aktiven Bundesligakarriere 1971 das Traineramt beim SV Möhringen, trat jedoch nach dem Abstieg aus der 1. Bundesliga 1973 zurück. Zusammen mit einem großen Teil der ehemaligen Bundesligamannschaft blieb er dem Handballsport in den Stuttgarter Ligen noch für geraume Zeit erhalten und knüpfte bei einigen Gelegenheiten an vergangene Erfolge an, so zuletzt beim Gewinn der württembergischen Meisterschaft im Feldhandball im Sommer 1985. Er verstarb am Heiligabend 2024 nach kurzer Krankheit.